# عبد الحكيم قطيفان
عبد الحكيم القطيفان (17 أبريل 1958-) ممثل سوري.

## حياته ومشواره المهني
ولد في مدينة درعا عام 1958 ، قصد دمشق لدراسة التمثيل، وتخرّج من المعهد العالي للفنون المسرحية بدفعته الأولى عام 1981، والتي ضمّت باقة من الممثلين المتميّزين، صاروا نجوم الصفّ الأوّل في الدراما السورية، بينهم جمال سليمان، وأيمن زيدان وفايز قزق، ووفاء موصللي، وأمانة والي وغيرهم.

### سجنه وخروجه
اعتقل سنة 1983، لإثارته الرأي العام ضد النظام الجمهوري السوري خاصة وضد الأنظمة العربية عامة. كما حُكم عليه بضع سنين عندما كان عمره خمسة وعشرين سنة، وخرج بنهاية العام 1991 بعد قرار العفو العام. كانت التهمة هي الانتماء إلى الحزب الشيوعي. دام الاعتقال تسعة أعوام، تنقّل خلالها بين أكثر من مركز اعتقال. وبعد خروجه من المعتقل، شارك في عشرات المسلسلات السورية والعربية

### موقفه من الثورة السورية
- أعلن معارضته للنظام السوري وتأييده للمعارضة السورية عند اندلاع الثورة السورية عام 2011[4]
- كان من بين مجموعة فنّانين طالهم غضب النظام السوري، ونقابة فنّانيه، فكان رده الذي يختصر موقفه من الثورة: «يا نقيبهم نحن نقيضكم تماماً، نحن الوطن السوري الواحد الموحّد بكلّ أهله ومواطنيه لا طائفييه».
- بعد انسحابه من المنبر الديمقراطي، الذي رعاه ميشال كيلو، قرّر بعدها تكثيف نشاطه الإغاثي والإنساني، فكان يزور المخيمات والمشافي الميدانية مع صديقه مازن الناطور

### حقيقة الصور الفاضحة
- في أكتوبر عام 2013 نشرت مجلة الجرس صورا لشخص يشبه عبد الحكيم في إحدى مسابح بيروت حيث كان يقبل إحدى السيدات لكن تبين فيما بعد انها ليست له وانما لشخص يشبهه وأكد حينها أنه لم يغادر القاهرة مكان إقامته منذ أشهر وأنها طريقة لتشويه صورته أمام الناس لموقفة السياسي[5]

## أعماله

### في التلفزيون
1. ابتسم أيها الجنرال 2023
2. فضيلة قلب الأسد 2021
3. البقعة السوداء 2020
4. فوبيا:2017
5. السلطان والشاه:2016
6. وجوه وأماكن:2015
7. سرايا عابدين ج1: 2014
8. منبر الموتى:2013
9. فرعون:2013
10. تحت الأرض:2013
11. خيبر:2013
12. ساعات الجمر:2012
13. فرقة ناجي عطا الله:2012
14. المفتاح:2012
15. عمر:2012
16. بنات العيلة:2012
17. أبو جانتي (ملك التاكسي) ج2: 2012
18. ظل الحكايا:2011
19. توق:2011
20. السراب:2011
21. بومب أكشن:2011
22. مرايا 2011 :2011
23. في حضرة الغياب:2011
24. صايعين ضايعين:2011
25. سوق الورق:2011
26. المنعطف:2011
27. أيوب:2011
28. لعنة الطين:2010
29. صبايا 2 (رجعنا من جديد):2010
30. رايات الحق:2010
31. بقعة ضوء ج7 :2010
32. أبواب الغيم:2010
33. وادي السايح:2010
34. حارة الياقوت:2010
35. أبو جانتي (ملك التاكسي):2010
36. ما ملكت أيمانكم:2010
37. حضارة العرب:2010
38. البقعة السوداء:2010
39. بعد السقوط:2010
40. متلف الروح:2010
41. الصندوق الأسود:2010
42. هي دنيتنا:2010
43. صراع المال:2009
44. اذاعة فيتامين:2009
45. اغراب:2009
46. سفر الحجارة:2009
47. للعدالة كلمة اخيرة:2009
48. تعب الليالي:2009
49. بهلول أعقل المجانين (ج3):2009
50. أقارب وثعالب:2009
51. قلوب صغيرة:2009
52. منمنمات اجتماعية:2009
53. شتاء ساخن:2009
54. فنجان الدمّ:2009
55. صدق وعده:2009
56. لورنس العرب:2008
57. رياح الخماسين:2008
58. أسمهان:2008
59. قمر بني هاشم:2008
60. وجه العدالة:2008
61. شركاء يتقاسمون الخراب:2008
62. اسأل روحك:2008
63. ليس سرابا:2008
64. نساء من البادية:2008
65. من غير ليه:2008
66. الخط الأحمر:2008
67. القدس أولى القبلتين:2008
68. خبر عاجل:2008
69. كثير من الحب كثير من العنف:2007
70. سيرة الحب:2007
71. اسماع وطنش:2007
72. ساعة عصاري:2007
73. العيلة عيلتنا:2007
74. أشياء تشبه الحب:2007
75. بهلول أعقل المجانين:2007
76. ممرات ضيقة:2007
77. جنون العصر:2007
78. أحزان مريم:2006
79. ندى الأيام:2006
80. الملاك الثائر:2006
81. الواهمون:2006
82. شمائل عربية:2006
83. مرايا 2006:2006
84. القضية 6008 :2006
85. الهشيم:2006
86. الغاوي:2006
87. الزيزفون:2006
88. أهل الغرامج1 :2006
89. حارة الباشا:2006
90. وشاء الهوى:2006
91. غزلان في غابة الذئاب:2006
92. حالي حال:2005
93. الحور العين:2005
94. نزار قباني:2005
95. نوادر وحكايا:2005
96. الظاهر بيبرس:2005
97. المارقون:2005
98. بقعة ضوء ج5 :2005
99. الغدر:2005
100. حاجز الصمت:2005
101. قرن الماعز:2005
102. أحقاد خفية:2005
103. قيد التحقيق:2005
104. حكايا وخفايا:2005
105. خمسة وخميسة:2005
106. ساعة السفر:2005
107. رجال ونساء:2005
108. أزواج:2004
109. شخصيات على ورق:2004
110. بقعة ضوء ج4 :2004
111. رجال تحت الطربوش:2004
112. الموءودة:2004
113. عالمكشوف:2004
114. التغريبة الفلسطينية:2004
115. عشنا وشفنا:2004
116. عصر الجنون:2004
117. عذراء الجبل:2004
118. قتل الربيع:2004
119. مرزوق على جميع الجبهات:2004
120. ومضات من تاريخنا:2003
121. الياسمين والاسمنت:2003
122. خط النهاية:2003
123. عربيات:2003
124. مرايا 2003:2003
125. سيف بن ذي يزن:2003
126. مخالب الياسمين:2003
127. الداية:2003
128. شرقيات:2003
129. بقعة ضوء ج3 :2003
130. فارس بلا جواد:2002
131. عمر الخيام:2002
132. بقعة ضوء ج2:2002
133. ورود في تربة مالحة:2002
134. نوادر جحا:2002
135. ردم الأساطير:2002
136. وردة لخريف العمر:2002
137. الأرواح المهاجرة:2002
138. الوصية:2002
139. تاج من شوك:2002
140. الخطر معهم (ج2):2002
141. أبناء القهر:2002
142. سر الكنز:2001
143. أحلام لا تموت:2001
144. سحر الشرق:2001
145. البحث عن صلاح الدين:2001
146. بيت العيلة:2001
147. الأيام المتمردة:2001
148. قصص الغموض:2000
149. ليل المسافرين:2000
150. دنيا:1999
151. الانهيار:1999
152. الخيزران:1999
153. تلك الأيام:1999
154. أزهار الشتاء:1999
155. ثلوج الصيف:1999
156. جلد الأفعى:1999
157. إخوة التراب ج2 :1998
158. النصية:1998
159. حمام القيشاني ج3:1998
160. الطير:1998
161. الطويبي:1998
162. القلاع:1998
163. الإخوة -الجزء الثاني:1997
164. إخوة التراب:1996
165. عدالة الصحراء:1996
166. العبابيد:1996
167. خفايا الليل (دواس الليل):1996
168. سماح:1995
169. شيمة:1995
170. الحصاد المر:1995
171. فيضة القيصوم:1994
172. بنت الطناب:1994
173. الإخوة -الجزء الأول 1994
174. قانون الغاب:1993
175. غدر الزمان:1993
176. جريمة في الذاكرة:1992
177. البديل:1992
178. أيام الخوف:1991
179. حارة الباشا
180. الموشوم

### في السينما
- ليلة السقوط:2014
- للعدالة كلمة أخيرة:2009
- بوابة الجنة:2009
- مرة أخرى:2009
- جوبا:2007
- حادثة على الطريق:2007
- صهيل الجهات: 1993

### في المسرح
- قبل أن يذوب المفتش
- العين والمخرز

### في الإذاعة
- شخصيات روائية
- مجلة التراث
- حزورة رمضان
- مجلة العلوم

### تكريمات
- تكريم من مهرجان الإسكندرية السينمائي2012 مصر[6]

## روابط خارجية
- عبد الحكيم قطيفان على موقع IMDb (الإنجليزية)
- عبد الحكيم قطيفان على موقع قاعدة بيانات الأفلام العربية
- عبد الحكيم قطيفان على موقع قاعدة بيانات الفيلم (الإنجليزية)